# Бобров, Николай Галактионович
Николай Галактионович Бобров (21 октября 1923, п. Лух, Ивановская область — 4 октября 1943, с. Чикаловка, Кременчугский район, Полтавская область, Украинская ССР) — Герой Советского Союза, командир взвода 956-го стрелкового полка 299-й стрелковой дивизии 53-й армии Степного фронта, младший лейтенант.

## Биография
Родился в начале ноября 1923 года в селе Лух, ныне посёлок городского типа Ивановской области, в семье служащего. Русский. В 1939 году после окончания 7 классов Лухской школы поступил во Владимирский энергомеханический техникум.
Призван в армию в феврале 1942 года и направлен в военное училище. В 1943 году окончил Новосибирское военно-пехотное училище и был направлен на фронт командиром взвода.
В составе 956-го стрелкового полка будучи младшим лейтенантом участвовал в боях за освобождение Левобережной Украины. 1 октября 1943 года в числе первых в полку преодолел реку Днепр юго-восточнее города Кременчуг (Полтавской области). Взвод под его командованием подавил 8 пулемётных точек, уничтожил десятки гитлеровцев, удержал позицию до подхода основных сил.
4 октября 1943 года погиб в одном из наступательных боёв по освобождению Правобережной Украины.
Похоронен в одном километре западнее села Чикаловка Кременчугского района Полтавской области Украины.
Указом Президиума Верховного Совета СССР «О присвоении звания Героя Советского Союза офицерскому, сержантскому и рядовому составу Красной Армии» от 22 февраля 1944 года за «образцовое выполнение боевых заданий командования при форсировании реки Днепр, развитие боевых успехов на правом берегу реки и проявленные при этом отвагу и геройство» удостоен звания Героя Советского Союза. Награждён орденом Ленина.

## Память
- На родине Героя, в посёлке городского типа Лух Ивановской области в 1950-е годы ему был установлен памятник. Новый памятник открыт в мае 2007 года на улице именем Николая Боброва. Памятник стоит в парке.
- Памятник в п. Лух[2]
- Мемориальная доска в память о Боброве установлена Российским военно-историческим обществом на школе в посёлке Лух, где он учился.